# Anel Energético Sul-Americano

UNASUL

O Anel Energético Sul-Americano é um projeto que visa a construção de uma rede de gasodutos na América do Sul. A proposta foi divulgada pela primeira vez em outubro de 2005, no Peru, como um projeto ligado à IIRSA que viria a ser incorporado às propostas da União de Nações Sul-Americanas. O projeto inclui os seguintes países:
- Provedores de gás:
  -  Peru
  -  Bolívia
  -  Venezuela
- Receptores de gás:
  -  Argentina
  -  Brasil
  -  Chile
  -  Paraguai
  -  Uruguai

## Dados gerais
A construção do Anel Energético Sul-Americano foi proposta para contornar a crise energética argentina, pelo Mercosul e Chile. antes do descobrimento dos depósitos de gás conhecidos por Gás de Camisea
A proposta foi assinada no dia 8 de dezembro de 2005 em Montevidéu, um dia antes da cúpula do Mercosul. 

## Controvérsia e críticas
Segundo analistas peruanos, o Peru poderia se juntar à Bolívia e se recusar a vender gás ao Chile, como suporte ao país altiplano bloqueado pelo Chile, para que  a Bolívia conseguisse obter uma saída para o mar.
Como resultado do conflito de delimitação marítima entre o Chile e Peru, este país adiou as reuniões sobre o Anel Energético Sul-Americano, como a Bolívia, que foi proposta como candidato a prover o gás das reservas de Tarija. Isto ocorreu antes do descobrimento dos depósitos de gás conhecidos por Gás de Camisea.

## Venezuela
Os países do Mercosul chegaram a propor a construção de um gasoduto integrando a Venezuela, passando pelo Norte e Centro do Brasil, aos gasodutos já existentes no Mercosul, o que ficou inicialmente conhecido como projeto do Grande Gasoduto do Sul. A proposta inicial envolveria a criação de uma nova empresa petrolífera sul-americana, possivelmente chamada "Petrosul", que, entretanto não se viabilizou. Das iniciativas propostas em torno da criação da "Petrosul", a única que está sendo implementada é a construção de uma Refinaria em Pernambuco, a Refinaria Abreu e Lima, pertencente às empresas petrolíferas Petrobrás, brasileira, e a PDVSA, venezuelana. 
Embora a entrada da Venezuela no Mercosul possa viabilizar a retomada do projeto do "Gasoduto do Sul", até o momento, este continua parado. 